# إيونيت غيورغي
إيونيت غيورغي (بالرومانية: Ionuț Gheorghe)‏ (مواليد 29 فبراير 1984) هو ملاكم روماني، مثّل بلاده في الألعاب الأولمبية الصيفية في دورتي 2004 و2008.

## روابط خارجية
إيونيت غيورغي على موقع بوكس ريك (الإنجليزية) (registration required)
- إيونيت غيورغي على موقع أوليمبيديا (الإنجليزية)
- إيونيت غيورغي على موقع اللجنة الأولمبية الرومانية (الرومانية)